# 潜在制止
潜在制止（せんざいせいし、Latent inhibition、LI ）とは、 古典的条件づけ における専門用語で、慣れ親しんだ 刺激 が（信号または条件刺激として）意味を獲得するのに新しい刺激よりも時間がかかるというものである。この用語は1973年のLubowとMooreに由来する。LI効果は、刺激に事前に暴露している段階で現れるものではなく、その後のテスト段階で現れるという点で潜在的である 。 ここでいう「制止」とは、単に学習が相対的に遅れることを意味する。 LI効果は極めて頑健であり、無脊椎動物（例えばミツバチ)）と哺乳類の両方の種でテストされ、多くの異なる学習パラダイムにまたがって現れている。これによって生物が無関係な刺激を、他のより重要な出来事と関連づけないようにするなどの適応的な利点が示唆されている。

## 理論
LI効果には多くの理論的解釈がある。 理論の1つは、重要でない刺激に事前にさらされると、その刺激に対する連合性が低下すると考えられている。 連合可能性の喪失は、注意を低下させる様々なメカニズムに起因しており、学習が正常に進行するためには、注意を再獲得する必要がある。 あるいは、LIは獲得の失敗ではなく検索の失敗の結果であると提唱する理論もある。このような立場では、刺激の事前暴露後、古い刺激に対する新しい連合の獲得は正常に進行すると提唱する。 しかし、テスト段階では、2つの連合（暴露前段階の刺激-結果なしの連合と獲得段階の刺激-結果ありの連合）が検索され、発現のために競合する。 刺激に事前暴露されていないグループの方が事前暴露されたグループよりも成績が良いのは、最初のグループにとって検索されるのは2番目の連合だけだからである。

## 応用
LIは多くの要因に影響されるが、その中でも最も重要な要因のひとつが文脈である。 事実上すべてのLI研究では、刺激暴露前とテスト段階での文脈は同じである。 しかし、刺激暴露前からテスト段階にかけて文脈が変化すると、LIは著しく減弱する。 LIの文脈依存性は、現在のLIのすべての理論、特に 統合失調症 への応用において重要な役割を担っている。そこでは、事前に暴露された刺激と文脈の関係が崩れ、文脈はもはや刺激と結果の関連性の発現の機会を設定しなくなっていると考えられている。 その結果、作業記憶には、実験的にはなじみがあるが現象的には新しい刺激が氾濫し、それぞれが効率的な情報処理に必要な限られた資源を奪い合う。 この説明は、統合失調症の陽性症状、特に注意散漫の高さや研究結果とよく一致する。

## 生理学
健常者ではLIを生み出す注意のプロセスが、統合失調症では機能障害に陥っているという仮説は、ラットやマウスだけでなく、ヒトを用いた研究にも大きな刺激を与えた。   ドーパミン作動薬 と拮抗薬 がラットや健常者のLIを調節することを示すデータは多い。 アンフェタミンのようなドーパミン作動薬は LIを 消失させるが、ハロペリドールや他の 抗精神病薬 のようなドーパミン拮抗薬はLI効果を増強する。加えて、 海馬と中隔 の病変はLIの発達を妨げ、 側坐 核 の選択的な部分の病変も同様である 。 ヒトを対象とした場合、急性期の薬物療法を受けていない統合失調症患者は、慢性期の薬物療法下の統合失調症患者や健常者と比べてLIの減少を示す一方、後者の2群ではLIの量に差はないという証拠がある 。 最後に、精神病傾向や統合失調症型を測定する自己報告式の質問票で高得点を示した症候学的には正常な被験者も、低得点の被験者と比較してLIの減少を示す。
LIは、情報処理の根本的な戦略を明らかにし、病理学的集団における注意機能障害の検討に役立つツールを提供するだけでなく、LIの手順は、LIの統合失調症症状を緩和する可能性のある薬物のスクリーニングにも使用されてきた。LIはまた、アルコール嫌悪療法のような特定の療法が期待されるほど効果的でない理由を説明するためにも使用されてきた。また、LIの手続きは、がん治療における放射線療法や化学療法に伴う不快な副作用（例えば食物嫌悪など）を軽減する上で有用である可能性がある。LI研究は、限局性恐怖症などの恐怖の予防的治療に有効な技術も示唆している。一般の関心が高いテーマとして、いくつかの研究ではLIと創造性との関連性を検討する試みがなされている。
要約すると、基本的なLI現象は、無関係な刺激を無視することを学習する選択的注意過程の何らかの出力を表している。 この現象は、統合失調症における注意機能障害だけでなく、情報処理一般を理解するための重要なツールとなっており、様々な実際的問題にも示唆を与えている。

## 病理学

### 低い潜在制止
ほとんどの人は、絶え間なく入ってくる刺激を無視することができるが、潜在制止が低い人はこの能力が低下する。 潜在制止能力の低さは、注意散漫な行動と相関することが多いようで、人生の初期における多動性、 軽躁 、または 注意欠陥多動性障害 (ADHD)に似ているかもしれない。 この注意散漫さは、一般的な不注意、会話中に何の前触れもなく話題を切り替える傾向、その他のぼんやりした習慣として現れることがある 。 すべての注意散漫が潜在的抑制能の低さで説明できるわけではな く、LIが低い人すべてに注意力がないわけでもない。 しかし、入ってくる情報量が多いということは、それを処理できる心が必要だということである。   自閉症 のほとんどの人は、潜在制止のレベルが特に低いと考えられている。 彼らの知能や 社会的スキル にもよるが、しばしば 感覚過多 になることがある。より一般的には：平均以上の知能を持つ人は、この流れを効果的に 処理する能力があり、  創造性 を可能にし、 意識 周囲の状況を把握する能力を高めると考えられている。 平均や平均以下の知能を持つ人は、対処能力が低く、その結果、 精神疾患や感覚過敏に悩まされる可能性が高い。 これに対応して、潜在制止のレベルが低いと、 精神病 、  創造的達成のレベルが高い、、またはその両方を引き起こす可能性がそれぞれの個人な知的能力の機能としてあるという 仮説が立てられている。
脳の腹側被蓋野における神経伝達物質ドーパミン（またはそのアゴニスト）の高濃度は、潜在制止を低下させることが示されている。グルタミン酸、セロトニン、アセチルコリンに関連する神経伝達物質の機能障害も関与していることが示唆されている。

### 文献
- Carson, S. (2010). Latent inhibition and creativity. In R.E. Lubow & I. Weiner (Eds.). Latent inhibition: Data, theories, and applications to schizophrenia. New York: Cambridge University Press.
- Carson SH, Peterson JB, Higgins DM. Decreased latent inhibition is associated with increased creative achievement in high-functioning individuals. J Pers Soc Psychol. 2003 Sep;85(3):499-506.
- Escobar, M., Oberling, P., & Miller, R.R. (2002). Associative deficit accounts of disrupted latent inhibition and blocking in schizophrenia. Neuroscience and Biobehavioral Reviews, 26, 203–216.
- Kumari, V., & Ettinger, U. (2010). Latent inhibition in schizophrenia and schizotypy: A review of the empirical literature. In R.E. Lubow & I. Weiner (Eds.) Latent inhibition: Data, theories, and applications to schizophrenia. New York: Cambridge University Press.
- Lubow R.E. (2005). “Construct validity of the animal latent inhibition model of selective attention deficits in schizophrenia”. Schizophrenia Bulletin 31 (1):  139–153. doi:10.1093/schbul/sbi005. PMID 15888432.
- Lubow, R.E., & Moore, A.U. (1959). Latent inhibition: The effect of non-reinforced preexposure to the conditioned stimulus. Journal of Comparative and Physiological Psychology, 52, 415–419.
- Lubow, R.E., & Weiner, I. (Eds.) (2010). Latent inhibition: Data, theories, and applications to schizophrenia. New York: Cambridge University Press.
- Weiner, I. (2010). What the brain teaches us about latent inhibition (LI): The neural substrates of the expression and prevention of LI. In R.E. Lubow & I. Weiner (Eds.) Latent inhibition: Data, theories, and applications to schizophrenia. New York: Cambridge University Press.
- Weiner, I., & Arad  (2010). The pharmacology of latent inhibition and its relationship to schizophrenia. . In R.E. Lubow & I. Weiner (Eds.) Latent inhibition: Data, theories, and applications to schizophrenia. New York: Cambridge University Press.
- WHO - World Health Organization.[要ページ番号]